# Keine Zeit für Komödie
Keine Zeit für Komödie (Originaltitel: No Time for Comedy) ist eine US-amerikanische Filmkomödie aus dem Jahr 1940. Unter der Regie von William Keighley sind James Stewart und Rosalind Russell in den Hauptrollen zu sehen. Als Vorlage diente ein Bühnenstück von Samuel Nathaniel Behrman.

## Handlung
Am New Yorker Broadway soll ein neues Stück aufgeführt werden. Die Hauptdarstellerin Linda Paige, der Produzent Richard Benson und der Regisseur Morgan Carrell warten schon seit Wochen auf die Ankunft des Autors, der die Schwachstellen der Komödie ausbessern soll. Gaylord Esterbrook, ein junger Kleinstadtreporter aus Minnesota, der das Stück geschrieben hat, trifft schließlich bei einer Probe ein. Er hat Mühe die Anwesenden zu überzeugen, dass er tatsächlich der Autor ist, wirkt er doch viel zu naiv und jungenhaft. Linda findet seine unbeholfene Art jedoch von Anfang an sympathisch. Als Benson sich entschließt, das Stück doch nicht aufzuführen, überredet Linda die anderen Schauspieler und Regisseur Carrell, das Stück wenigstens zwei Wochen lang zu spielen. 
Bei der Premiere des Stücks wartet Gaylord nervös vor dem Theater. Während einer Pause sucht er eine Bar auf und bestellt sich zum ersten Mal Champagner. Betrunken läuft er zum falschen Theater, in dem eine Tragödie aufgeführt wird. Als er Schüsse und einen Schrei hört, stürmt er ins Theater und zeigt sich bestürzt über die Inszenierung. Vor dem Theater läuft er Carrell über den Weg und beschwert sich, dass dieser seine Komödie falsch inszeniert habe. Carrell amüsiert sich über Gaylords Irrtum, was den wütenden Autor veranlasst, ihn niederzuschlagen. Auf der Polizeistation werden sie von Linda abgeholt. Gaylord entschuldigt sich bei Carrell und entschließt sich im Central Park spazieren zu gehen. Linda begleitet ihn. Gemeinsam sitzen sie bis zum Morgengrauen auf einer Bank, um auf die Zeitungen mit den ersten Kritiken zum Stück zu warten. Die Kritiken stellen sich als durchweg positiv heraus und Gaylord erfährt, dass er es Linda zu verdanken hat, dass das Stück doch noch aufgeführt wurde. Er gibt ihr einen Kuss auf die Wange, worauf sie ihm kurzerhand einen Heiratsantrag macht. 
Nach der Hochzeit schreibt Gaylord drei weitere Hits, in denen Linda jeweils die Hauptrolle spielt. Bei einer Abendgesellschaft lernt er Philo Swift kennen, der an der Wall Street Geschäfte macht. Swifts Frau Amanda wirft sich umgehend an Gaylord heran. Ihr gefällt die Vorstellung, die Muse eines Künstlers zu sein. Gaylord wiederum, dem das Großstadtleben nicht gut bekommt, hat es satt nur der Autor leichter Komödien zu sein. Er will ein dramatisches und bedeutsames Stück schreiben und begrüßt daher Amandas Schmeicheleien und Ermutigungen nur zu gern. Von Philo Swift erfährt Linda, dass sich Gaylord und Amanda regelmäßig in seinem Haus treffen. Dort trifft Linda in Begleitung von Carrell ein und stellt Amanda zur Rede. Als diese anfängt zu weinen, wirft Gaylord Linda vor, Amanda schlecht behandelt zu haben, und verlässt wütend das Haus in Richtung Central Park. Linda weint sich anschließend bei Swift aus.
Gaylords Drama ist schließlich fertig und er bittet Linda, ihm ehrlich ihre Meinung zum Stück zu sagen. Sie findet es nicht gut und bittet ihn sein Talent für Komödien nicht einfach so wegzuwerfen. Enttäuscht entgegnet er ihr, dass er beabsichtige, Amanda zu heiraten, sei ihm doch Linda sowieso viel zu allwissend und selbstherrlich. Die Zeitungen verkünden daraufhin, dass Gaylord Amanda heiraten wird und Linda mit Philo vor den Traualtar schreiten will. Bei der Premiere von Gaylords Drama sitzen auch Linda und Philo im Publikum. In der Pause sieht Linda ein, dass der nüchterne Philo nicht zu ihr passt und sie den idealistischen Kleinstadtreporter, den sie in Gaylord auch weiterhin sieht, immer noch liebt. Entgegen seinen Erwartungen erhält Gaylords Stück nur verhaltenen Applaus. Das enttäuschte Publikum verlässt eilig das Theater. Einzig Linda bleibt auf ihrem Sitz. Amanda lässt derweil Gaylord hinter den Kulissen allein stehen und wendet sich eifrig Carrell zu, der ihr zufolge keine Schuld am Misserfolg des Stücks trage. Als Gaylord die Bühne betritt, ermutigt ihn Linda, seine vorbereitete Dankesrede zu halten. Ernüchtert und einsichtig trägt er ein paar Worte vor. Gerührt eilt Linda schließlich zu ihm und schlägt ihm vor, für sie eine Satire über das Großstadtleben zu schreiben. Sie versöhnen sich und fallen sich glücklich in die Arme.

## Hintergrund
Samuel Nathaniel Behrmans Bühnenstück No Time for Comedy lief 1939 mit Katharine Cornell und Laurence Olivier in den Hauptrollen erfolgreich am Broadway. Für die Leinwandadaption der Warner Brothers sollte ursprünglich Casey Robinson das Drehbuch schreiben und Bette Davis die weibliche Hauptrolle spielen. Später war auch Marlene Dietrich für die Rolle der Linda im Gespräch. James Stewart und Rosalind Russell wurden schließlich in den Hauptrollen besetzt, nachdem MGM sich bereit erklärt hatte, beide Darsteller für Olivia de Havillands Einsatz in Vom Winde verweht an die Warner Brothers auszuleihen. Das Drehbuch wurde letztlich von den Zwillingsbrüdern Julius J. und Philip G. Epstein geschrieben, die den Fokus auf Stewarts Rolle legten und sie dem jungenhaften Image des Schauspielers anpassten. Die Regie übernahm William Keighley, dessen Frau Genevieve Tobin die Rolle der Amanda Swift erhielt. Als Filmarchitekt trat John Hughes in Erscheinung.
Der Film wurde am 7. September 1940 in New York uraufgeführt und ging eine Woche später in US-amerikanischen Verleih. Später wurde der Film in den Vereinigten Staaten auch unter dem Titel Guy with a Grin veröffentlicht. In Deutschland wurde Keine Zeit für Komödie erstmals am 30. Juni 1965 von der ARD im Fernsehen gezeigt.  

## Kritiken
Bosley Crowther von der New York Times bezeichnete den Film als „charmanten Spaß“ und als „lebendige und wehmütige Komödie“. Das ursprüngliche Broadway-Stück von Samuel Nathaniel Behrman sei vorteilhaft „um ausgiebige und spritzige Komik“ erweitert worden. „Wie üblich“ sei James Stewart „am besten“. Rosalind Russell sei „ebenfalls exzellent“. Crowther lobte zudem Nebendarsteller Allyn Joslyn, der als Theaterregisseur „mit einer Mischung aus Ironie und Gehässigkeit“ eine „köstliche“ Darbietung abgeliefert habe.
Variety befand, dass Rosalind Russell „mit ihrem komödiantischen Talent und ihrer klassischen Schönheit […] als Darstellerin würdevoll und souverän“ herausrage. James Stewart sei so ziemlich „der gleiche Mr. Smith, der schon nach Washington ging“, und glänze in seiner Darstellung des jungenhaften Autors.
Der Filmkritiker Leonard Maltin beschrieb den Film rückblickend als „routinierte, jedoch altmodische Adaption von S. N. Behrmans Stück“. Sie sei zwar ordentlich produziert worden, wirke jedoch „künstlich“. Für das Lexikon des internationalen Films war Keine Zeit für Komödie hingegen eine „[e]xzellente Filmadaption einer Broadway-Komödie“.